# Zahrádky, Česká Lípa
Zahrádky (tiếng Việt: Những Vườn Nhỏ) là một làng thuộc huyện Česká Lípa, vùng Liberecký, Cộng hòa Séc.